# René Gillet

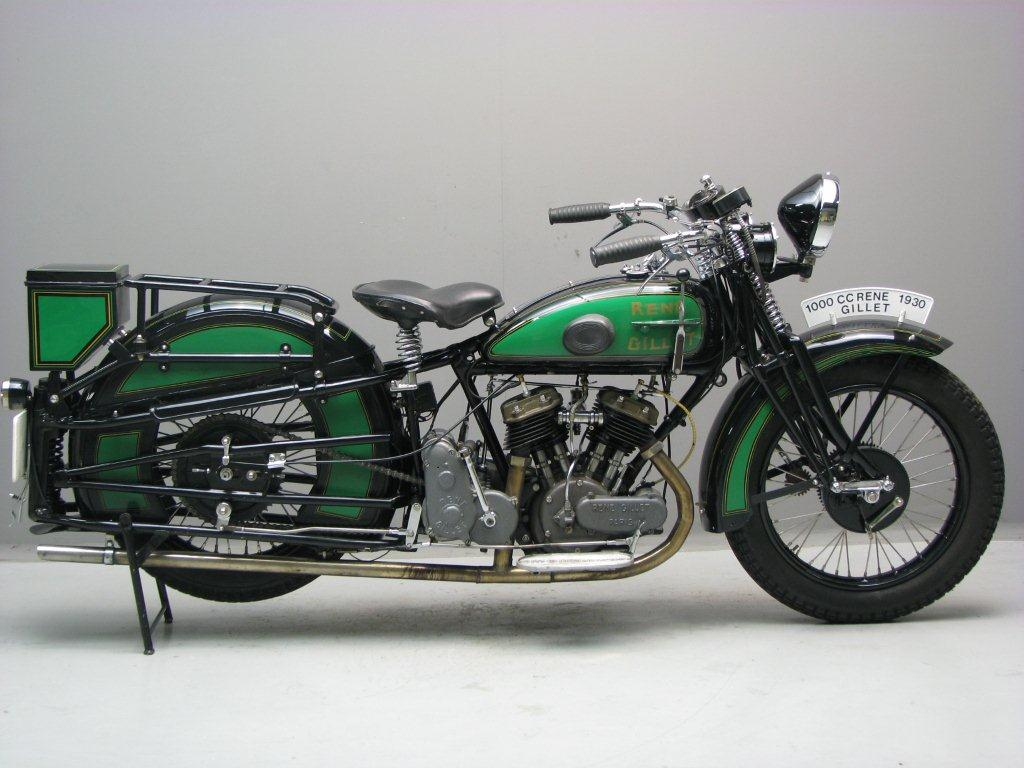
Рене Жилле 1000 куб.см, 1930 г.

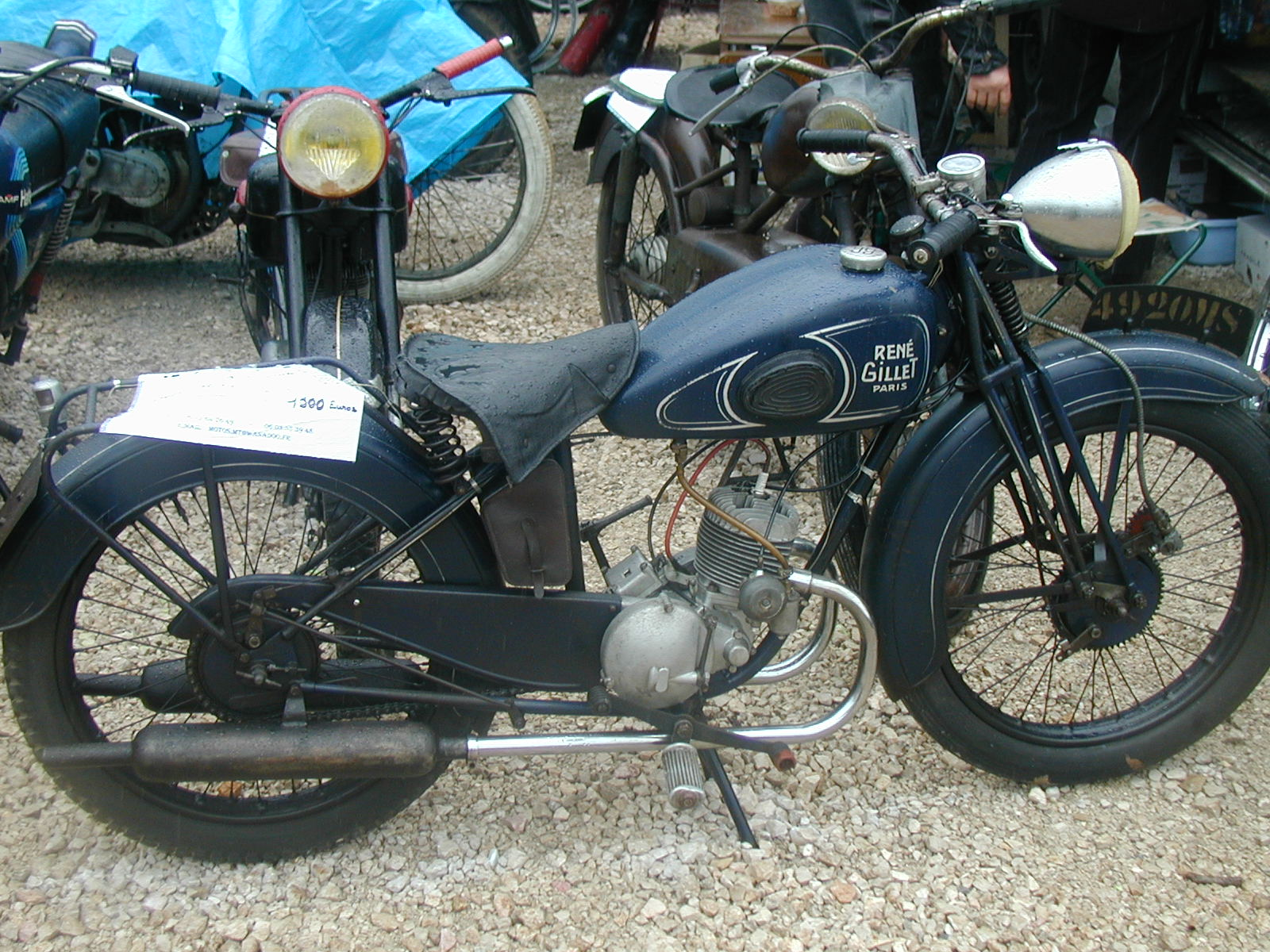
René Gillet 125cc, 1940—1950-е годы.

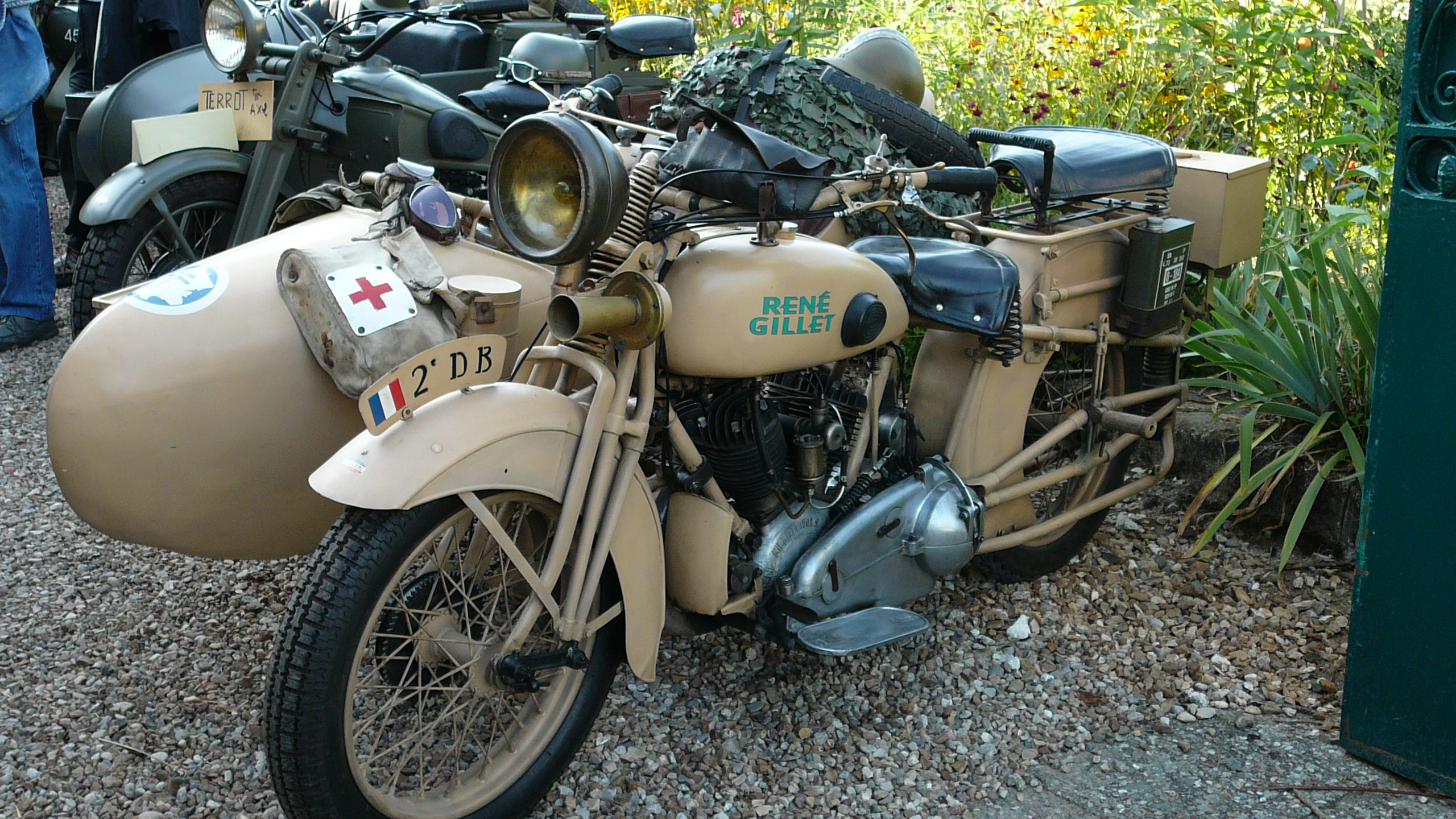
Военный мотоцикл с коляской Рене Жилле

Рене Жилле (René Gillet) — французский производитель мотоциклов. Штаб-квартира компании René Gillet находилась в Париже, затем в парижском пригороде Монруже.
Рене Жилле родился в 1877 году в скромной семье из Труа. После учебы в Шартре, в возрасте 14 лет он становится подмастерьем слесаря. В 1891 году он переезжает в город Малакофф в пригороде Парижа, где живет его семья, и устраивается на завод. Там, при помощи опытного мастера, он построил свой первый мотоцикл с двигателем, установленным на переднем колесе. В 1895 году он арендовал мастерскую Villa Collet в 14-м округе Парижа и начал серийное производство. В 1898 году был создан бренд René Gillet и в 1904 году был зарегистрирован первый патент.
В 1903 году Рене Жилле создал 2-цилиндровый V-образный двигатель, который непрерывно совершенствовался до 1953 года. Большая удача пришла к нему в начале 1920-х годов, в результате участия в тендерах на госконтракты. Его мотоцикл объемом 750 см³ был принят на вооружение армией, полицией и крупными госучреждениями. С годами это позволило Рене Жилле создать мощную базу клиентов. Он перенес свой бизнес в более просторное помещение в Монруж. Частные клиенты, видя, что государство доверяет этим мотоциклам, также начали выбирать эти машины. В итоге старейший французский производитель René Gillet стал великим французским брендом.
Мотоциклы René Gillet, известные своей прочностью и надежностью, особенно были оценены армией и полицией. Мотоцикл с коляской — считался идеальным в те годы средством передвижения для семей. Модели объемом 1000 и 750 см³ являются фирменным продуктом этой марки, популярными также были модели объемом 500 и 350 см³.
Участвовавшие в многочисленных гонках на выносливость, эти мотоциклы были по достоинству оценены специалистами. На волне успеха, в  1938 году Рене Жилле решил расширить свою фабрику.
Рене Жилле скончался 31 декабря 1944 года. Его компания закрылась в 1957 году.